# AP1S2
AP1S2 (англ. Adaptor related protein complex 1 sigma 2 subunit) – білок, який кодується однойменним геном, розташованим у людей на X-хромосомі. Довжина поліпептидного ланцюга білка становить 157 амінокислот, а молекулярна маса — 18 615.
| 10         |  | 20         |  | 30         |  | 40         |  | 50         |
| ---------- |  | ---------- |  | ---------- |  | ---------- |  | ---------- |
| MQFMLLFSRQ |  | GKLRLQKWYV |  | PLSDKEKKKI |  | TRELVQTVLA |  | RKPKMCSFLE |
| WRDLKIVYKR |  | YASLYFCCAI |  | EDQDNELITL |  | EIIHRYVELL |  | DKYFGSVCEL |
| DIIFNFEKAY |  | FILDEFLLGG |  | EVQETSKKNV |  | LKAIEQADLL |  | QEEAETPRSV |
| LEEIGLT    |  |            |  |            |  |            |  |            |

A: Аланін

C: Цистеїн

D: Аспарагінова кислота

E: Глутамінова кислота

F: Фенілаланін

G: Гліцин

H: Гістидин

I: Ізолейцин

K: Лізин

L: Лейцин

M: Метіонін

N: Аспарагін

P: Пролін

Q: Глутамін

R: Аргінін

S: Серин

T: Треонін

V: Валін

W: Триптофан

Задіяний у таких біологічних процесах, як транспорт, транспорт білків, альтернативний сплайсинг. 
Локалізований у мембрані, клатрин-вкритих заглибинах мембрани, цитоплазматичних везикулах, апараті гольджі.